# Виноград (Городенковская городская община)
Виногра́д (укр. Виноград) — село в Городенковской городской общине Коломыйского района Ивано-Франковской области Украины.
Население по переписи 2001 года составляло 1093 человека. Занимает площадь 13,163 км². Почтовый индекс — 78153. Телефонный код — 03430.